# Hürriyet Daily News
Hürriyet Daily News ist die älteste und derzeit zweitgrößte englischsprachige Tageszeitung in der Türkei.

## Überblick
1961 wurde sie vom vormaligen Cumhuriyet-Journalisten İlhan Çevik (1926–2009) gegründet. Zunächst hieß die Zeitung Daily News und ab Ende der 1960er-Jahre Turkish Daily News.
Im Jahr 2000 erwarb die Mediengruppe-Doğan, zu der unter anderem die Tageszeitungen Hürriyet und Posta gehören, die Mehrheit der Anteile an der Zeitung. Im 2004 schied İlnur Çevik, langjähriger Chefredakteur und Sohn des Zeitungsgründers, aus der Redaktion aus; im Jahr 2006 wurde die Redaktion enger mit der Hürriyet zusammengeführt, im November 2008 wurde die Zeitung schließlich in Hürriyet Daily News and Economic Review umbenannt. Später entfiel der Zusatz and Economic Review, heute erscheint die Zeitung nur noch unter dem Namen Hürriyet Daily News. Im Titelkopf trägt sie das Motto „Leading News Source for Turkey and the Region“ („Führende Nachrichtenquelle für die Türkei und die Region“).
Chefredakteur ist seit August 2011 Murat Yetkin.
Die engere Verbindung beider Blätter macht sich auch in den Kommentaren bemerkbar: Yetkins Kolumnen erscheinen auch auf Türkisch in der Hürriyet, während Kommentare von Hürriyet-Autoren wie Ahmet Hakan, Ertuğrul Özkök oder Abdulkadir Selvi, wenngleich unregelmäßig, in englischer Fassung in der Hürriyet Daily News erscheinen. Weil die Zeitung oft von Korrespondenten ausländischer Medien zitiert wird, ist sie einflussreicher, als der bloße Blick auf die Auflagenzahl annehmen lässt.

## (Ehemalige) Kolumnisten
| - Cengiz Aktar - Mustafa Akyol - Fikret Bila - Burak Bekdil - Gila Benmayor - Mehmet Ali Birand (†) - Cengiz Çandar | - Orhan Kemal Cengiz - Nuri M. Çolakoğlu - Adriana Ferentinou - Kadri Gürsel - Semih Idiz - David Judson - Yusuf Kanlı | - Orhan Kilercioğlu - Ali Külebi - Mithat Melen - Nuray Mert - Abdulkadir Selvi - C. Cem Oğuz - Sylvia Tiryaki | - Cüneyt Ülsever - Joshua Walker - Murat Yetkin - Barçın Yınanç |